# Euroleon
Euroleon es un género de hormigas león de la familia Myrmeleontidae.

## Especies
Este género de hormigas león contiene las siguientes especies:
- Euroleon coreanus Okamoto, 1926
- Euroleon flavicorpus X.-l. Wang in Ao et al., 2009
- Euroleon nostras Geoffroy in Fourcroy, 1785
- Euroleon parvus Hölzel, 1972
- Euroleon polyspilus Gerstaecker, 1885
- Euroleon sjostedti Navás, 1928